# Khvalynsk
Khvalynsk (russo:  Хвалынск; IPA: [xvɐˈlɨnsk]) é um porto fluvial da cidade de Oblast de Saratov, Rússia, localizada nas margens do Rio Volga. População:   14,948 (1989 Censo)14,948 (Censo 1989); De 16.000 (1974).

## Etimologia
Seu nome (assim como o nome antigo do Mar Cáspio, "Mar Khvalyn") deriva do nome "Khwalis" para os habitantes de Khwarezm. A cultura Khvalynsk foi nomeada em homenagem à cidade.

## História
Foi fundada em 1556 como um posto avançado russo na Ilha Sosnovy no Rio Volga. Em 1606, todo o assentamento foi mudado para onde hoje é Khvalynsk e tornou-se conhecido como Sosnovy Ostrov (em russoː Сосновый Остров). Em 1780, foi dado o status de cidade uyezd (subdivisão territorial) ao assentamento e renomeado para Khvalynsk.
Nos séculos XVIII e XIX, Khvalynsk era conhecida como um centro local de negociação com produção de pão e agrícola. Foi também um dos centros dos Velhos Crentes. Alguns estudiosos acreditam que Khvalynsk foi usada por Nikolai Gogol como cenário de sua peça O Inspetor do Governo.

## Pessoas notáveis e cultura
Khvalynsk é a terra natal do artista Kuzma Petrov-Vodkin, cujo museu foi criado na cidade em 1995.